# Кането Ріе
Ріе Кането (яп. 金藤 理絵, нар. 8 вересня 1988, Сьобара, Префектура Хіросіма, Японія) — японська плавчиня, олімпійська чемпіонка 2016 року.

## Виступи на Олімпійських іграх
| Олімпіада  | Дисципліна   | Місце |
| ---------- | ------------ | ----- |
| Пекін 2008 | 200 м брасом | 7     |
| Ріо 2016   | 200 м брасом | 1     |